# Degagerad kolonn
Degagerad kolonn är en kolonn som står i fast förbindelse med en mur genom förkroppat bjälklag och piedestalparti men vars skaft är frigjort framför murytan.